# Hålldammen, Dalarna
Hålldammen är en sjö i Falu kommun i Dalarna och ingår i Dalälvens huvudavrinningsområde. Sjön har en area på 0,0426 kvadratkilometer och ligger 187,1 meter över havet.

## Delavrinningsområde
Hålldammen ingår i det delavrinningsområde (672805-148409) som SMHI kallar för Utloppet av Grycken. Medelhöjden är 187 meter över havet och ytan är 21,34 kvadratkilometer. Räknas de 36 avrinningsområdena uppströms in blir den ackumulerade arean 272,02 kvadratkilometer. Faluån (Säpptjärnsån) som avvattnar avrinningsområdet har biflödesordning 3, vilket innebär att vattnet flödar genom totalt 3 vattendrag innan det når havet efter 232 kilometer. Avrinningsområdet består mestadels av skog (73 procent). Avrinningsområdet har 2,31 kvadratkilometer vattenytor vilket ger det en sjöprocent på 10,8 procent. Bebyggelsen i området täcker en yta av 0,82 kvadratkilometer eller 4 procent av avrinningsområdet.